# プロ野球スピリッツ2015
『プロ野球スピリッツ2015』（プロやきゅうスピリッツにせんじゅうご）は、パワプロプロダクションが開発し、コナミデジタルエンタテインメントより2015年3月26日に発売されたPlayStation 3、PlayStation Vita用野球ゲームソフト。プロ野球スピリッツ2004から数えてシリーズ14作目。略称は「プロスピ2015」。
PlayStation Portable (PSP) での発売は前作『プロ野球スピリッツ2014』で終了し、今作はPS3、PS Vitaのダブルプラットフォームでの発売。キャッチコピーは「ただのリアルじゃない。」

## パッケージ
プロ野球スピリッツシリーズのパッケージ表紙は、前年に活躍した選手の写真が1チームにつき1人載ることが通例となっている。「プロ野球スピリッツ2015」においてパッケージの表紙を飾った選手は以下の12名。
- 柳田悠岐（福岡ソフトバンクホークス）
- 糸井嘉男（オリックス・バファローズ）
- 大谷翔平（北海道日本ハムファイターズ）
- 鈴木大地（千葉ロッテマリーンズ）
- 岸孝之（埼玉西武ライオンズ）
- 則本昂大（東北楽天ゴールデンイーグルス）
- 菅野智之（読売ジャイアンツ）
- ランディ・メッセンジャー（阪神タイガース）
- 菊池涼介（広島東洋カープ）
- 山井大介（中日ドラゴンズ）
- 筒香嘉智（横浜DeNAベイスターズ）
- 山田哲人（東京ヤクルトスワローズ）

## 前作からの変更・追加点
体験会の開催
- 2014年11月15日にプロスピシリーズ初めてとなる「プロ野球スピリッツの次回作の体験会」が開催され、抽選で選ばれたモニターが体験会に参加し、今作のテストバージョンをプレイした。体験会を開催した結果、オンライン対戦での応援曲設定が可能になるなど、モニターの要望の一部が今作に反映されることとなった。

選手
- 12球団の協力で360度から選手を3Dスキャン撮影し、それを元に3Dモデルデータを作成することで各選手の顔のグラフィックが向上[3]。
- 支配下登録・新入団選手の追加配信の頻度が月1回となり、選手能力も随時アップデートされる予定。
- 今作では、OB選手が削除された代わりにメジャーリーグで活躍する日本人選手が登場。登録していると試合で使えるほか、「ペナントレース」モードでは日本球界に復帰するイベントが起こることもある。
- 投手における「球持ち」「奪三振」、野手における「得意打順」「得意・苦手球種」など、新規特殊能力が追加された一方で、「バックハンドトス」「すくい捕り」など守備に関する特殊能力が一部削除された。
- 選手能力のランク「G」と「F」の範囲が「30からF」(29までG)から、「20からF」(19までG)に変更された。

試合とルール
- 打撃面では、各打者の2014年シーズンの成績を基にした「得意コース」「苦手コース」を導入。また、前作より搭載されている「コース予測システム」も右ステックでの位置変更から、本作では自動予測にリニューアルされ、より臨場感のある対決を実現。
- 投打画面の新視点「ダイナミック」視点を追加。
- 今作では投手登録の者を代打や代走、投手以外の守備交代に起用することが可能となった。また、外国人枠に対応。
- 先発出場した指名打者(DH)が1打席完了するまで交代できないというルールに対応。
- 横浜DeNAベイスターズのスコア表記の1文字表記が「ディ」から「De」となった。
- 監督プレイでは「リアルタイム采配」が新たに搭載され、1球ごとに指示を出す方式に変更となった。
- 観客数・応援席の割り当てが設定可能になった。

各モード
- 「ペナントレース」および「スタープレイヤー」モードは最大30年プレイ可能となった。また、「ペナントレース」モードでは、スカウト機能も追加され、シーズン中にドラフト候補の調査・発掘を行うことが可能となった。
- 「スピリッツ」モードで育成したオリジナル選手の保存可能人数が最大300人に増加。
- 現実のプロ野球の試合を「プロスピ」で再現した新モード「プロ野球速報プレイ」モードを搭載。

サウンド
- 実況、解説のバリエーションがより豊かに。
- 応援曲機能の改良・充実。応援歌作成モードで作成できる応援歌は、高音について表現できる音域が広がったほか、保存できる曲数も520曲に拡張。作成した応援歌を演奏する条件も、応援曲設定画面でより細かく設定できるようになった。実在の応援歌もバリエーションを増やしてダウンロードコンテンツとして購入可能に。
- 打球音の設定が可能になった。

## 各モード

### ペナントレース
好きな球団を選択してシーズンを戦うモード。
今作では最大30年プレイ可能になったほか、スカウト機能も追加され、ドラフト候補の調査・発掘を行うことが可能となり、新外国人発掘やドラフト候補の能力確認画面において、獲得候補選手の能力の一部が伏せられるようになった。
また、ドラフトの指名順や球団別資金額などのオプションも細かく設定できるようになったほか、海外移籍選手を登録していれば日本球界に復帰するイベントも発生することがあり、より現実的なペナントレースが楽しめるようになった。

### プロ野球速報プレイ（新モード）
2015年シーズンにおける現実のプロ野球の試合で起こったターニングポイントを「プロスピ」で再現し、やり直すことができるモード。現実のプロ野球の試合終了後、数時間で最新の試合が配信され、プレイすることができるようになる。
なお、「フリープレイ」機能も搭載されており、当日だけでなくいつでも過去の全試合をやり直すことができるほか、各試合のターニングポイントをクリアすることによって「マイシナリオ」において現実の順位をクリア後の順位に変動させることができる。
また、このモードをクリアすることでスタンプカードにスタンプがたまっていき、3ポイント毎に海外移籍選手を含め、各モードを有利に進めることができるようになるアイテムをゲットできる。2015年4月30日のアップデートで報酬マスが追加され、「名将オンライン」モードで使用できる選手カードが必ずもらえるようになった。
2015年度シーズンが終了したので現在はプレイ不可。

### スタープレイヤー
実在選手や架空選手になりきって、プロ野球人生を楽しむモード。
今作からは一新され、ただ試合をこなすだけでなく「チームメイトとの練習イベント」や「ファンとの交流イベント」など様々なイベントも発生。当該イベントが能力に影響することがあるほか、「チームメイトとの交友度」「所持金」「ファン数」「アシスタント」などの概念も登場し、選手へのサポートや練習道具・住居をはじめとしたアイテム購入などの要素も追加。実力面だけではなく収入やチームメイトとの交友関係、ファンからの人気も選手生活に影響するようになり、よりリアルなプロ野球人生を楽しむことができるようになった。
また今作では、投手と野手の二刀流にも挑戦できるようになったほか、最長30年までプレイできるようになった。

### プロスピ入門/トレーニング
実戦に備え、練習できるモード。
「プロスピ入門」では、投球・打撃・守備・走塁の基本操作を学ぶことができる。
「トレーニング」では、投手を選んで打撃練習できるなど、より実戦向きの練習を行うことができる。

### ホームラン競争
ホームランを何本打てるか競うモード。短時間でVPを稼ぐのに効果的。VPチャレンジでは1球目〜10球目までの間、本塁打を1本打つごとにボーナスボール(赤球)が1球与えられ、最高20球まで挑戦できる。

### スピリッツ
オリジナル選手を育成できるモード。育成方法は「カードチャレンジ」「対決チャレンジ」「チームチャレンジ」の3種類から選択することができる。
今作では、新しく追加された特殊能力の習得も可能であるほか、育成したオリジナル選手を最大300人まで保存することが可能となった。

### 対戦
好きなチームまたは選手を操作してオープン戦1試合を戦えるモード。

### アドホック対戦
今作からPSP版が外されたためVita版のみ対応。近くの機器とアクションプレイ又は監督プレイで通信対戦できるモード。

### オンライン
全国のプレイヤーとネット対戦できるモード。前作同様アクションプレイと監督プレイの2種類で対戦できる。
今作よりオンラインアクションモードは『アクションオンライン』、オンライン監督モードは『名将オンライン』というモードとなり、『対戦』モードに吸収される形になった。
名将オンラインでは今作より1球ごとに指示するルールに変更されている。また、同じ選手の選手カードも能力の高い順にSS(スーパースター)、S(スター)、N(ノーマル)に分裂し、前作まであった「スピチケット」が「LIVEポイント(LP)」に統合され廃止された。ただし、スピリーグ・スピタウンの基本的な使い方は前作と同様。また、前作同様大会も開催されるほか、上位入賞賞品である「月間ホットプレイヤーカード」も登場。
2016年3月31日をもってサービス終了したためプレイは不可。

### マネジメント
新生球団のGMとなって球団経営をするモード。
プレイ年数など、基本内容はプロスピ2014版と変わらないが、今作では、「助監督」としてシーズン中進行の選択時、試合での監督プレイが可能となり、チームに参加できるようになったほか、タウンマップに建設できる施設の種類が増加。

### グランプリ
選手カードを集め、自分だけのチームで監督として球団を勝利に導いていくモード。ただし、監督プレイの代わりにチームプレイをすることも可能。

### プロ野球勝敗予想/プロ野球情報
「プロ野球勝敗予想」は、実際のプロ野球の試合の勝敗を予想するクイズに挑戦できるモード。「ソフトバンクは今日の試合で何本ヒットを放つか？」など、試合における成績を予測する「未来予想クイズ」もここで回答可能。クイズに正解するとLIVEポイント(LP)がもらえ、たまったLPは、ゲームを有利に進めるためのアイテムと交換することができる。
「プロ野球情報」は現実のプロ野球の結果、日程、順位などを確認できるモード。ホットプレイヤー(当日または各月に最も活躍した選手)が誰であるかの確認もここで行うことができる。
2015年度シーズンが終了したので現在はプレイ不可。

### プロスピショップ
ゲームを進めたうえで貯まったVP、LPを使い、拡張機能やゲームを有利に進めることができるアイテムを購入したり、各選手の覚醒能力の開放ができるモード。

### ユーティリティ
試合設定、選手能力の確認、応援歌作成などができるモード。
応援歌作成機能は、前作に比べ掛け声・太鼓のパターンが増加。表現できる音域の幅も広くなり、保存できる応援歌の曲数も520曲に拡張された。また、作成した応援歌を鳴らす条件についても詳細に設定できるようになった。
選手能力確認画面では、プロ年数が「○年目」ではなく「支配下登録○年目」と表示されるようになった。

## 選手・監督・コーチ

### 選手
今作も、前作と同じく選手個人の総合力が★の数で示されている。ただし、★100以上の選手は、「グランプリ」モードおよび「名将オンライン」モードを除き、一律★99と表示される。
初期データにおける収録選手は、概ね2015年2月1日現在でのNPB所属12球団の支配下登録全選手（育成枠で契約している選手を除く）が収録されている。そのため、それ以降に起きた以下の選手のトレード移籍、入退団および育成からの支配下登録は初期データでは反映されていない。
今作では月に1度追加選手が配信され、能力アップデートも随時実施される。

#### アップデートの実施状況
- 発売日である2015年3月26日に早くもアップデートが行われ、追加選手第1弾(計7名)が反映された。
- 2015年4月30日のアップデートでは、追加選手第2弾として、2015年3月10日から2015年3月31日までに支配下登録された選手(計4名)が新たに追加、一部選手の能力アップデートも行われた。
- 2015年6月1日のアップデートでは、2015年4月30日現在の選手データにアップデートされ、2015年4月中に支配下登録された選手(計4名)が新たに反映された。選手能力の更新はなかったが、退団選手についてはアクションオンライン等のモードで引き続き使用できる状態が続いている。
- 2015年7月1日のアップデートでは、2015年6月1日現在の選手データにアップデートされた。これにより、2015年5月1日から2015年6月1日までに支配下登録された選手(計2名)が新たに反映されたほか、選手能力の更新も実施された。
- 2015年7月30日のアップデートでは、2015年7月3日現在の選手データにアップデートされた。これにより、2015年6月2日から、2015年7月3日までに支配下登録された選手(計6名)および成立したトレード(1件)が新たに反映された。選手能力の更新はなかった。
- 2015年9月3日のアップデートでは、2015年7月31日現在の選手データにアップデートされ、2015年7月4日から2015年7月31日までに支配下登録された選手(計9名)が新たに反映された。これにより、2015年シーズンにおけるすべての支配下登録選手が反映された。選手能力の更新はなかった。
- 2015年10月23日にアップデートが行われ、全選手が2015年のレギュラーシーズン終了時の選手能力に更新された。このアップデートをもって、今シーズンの選手データアップデートはすべて終了した。

#### トレードされた選手
| NPB公示日     | 移籍元球団                 | 選手名   | ⇒                          | 移籍先球団                         | 反映日        | 備考                                   |
| ------------- | -------------------------- | -------- | -------------------------- | ---------------------------------- | ------------- | -------------------------------------- |
| 2015年6月11日 | 北海道日本ハムファイターズ | 北篤     | ⇒                          | 読売ジャイアンツ                   | 2015年7月30日 | 矢野謙次、須永英輝と2対2の交換トレード |
| 2015年6月11日 | 北海道日本ハムファイターズ | 矢貫俊之 | ⇒                          | 読売ジャイアンツ                   | 2015年7月30日 | 矢野謙次、須永英輝と2対2の交換トレード |
| 2015年6月11日 | 読売ジャイアンツ           |          |                            |                                    | 2015年7月30日 |                                        |
| 2015年6月11日 | 矢野謙次                   | ⇒        | 北海道日本ハムファイターズ | 北篤、矢貫俊之と2対2の交換トレード | 2015年7月30日 |                                        |
| 2015年6月11日 | 須永英輝                   | ⇒        | 北海道日本ハムファイターズ | 北篤、矢貫俊之と2対2の交換トレード | 2015年7月30日 |                                        |

#### 収録漏れ選手
| NPB公示日     | 球団                         | 選手名                     | 反映日        | 備考                     |
| ------------- | ---------------------------- | -------------------------- | ------------- | ------------------------ |
| 2015年1月28日 | 東北楽天ゴールデンイーグルス | ジム・ハウザー             | 2015年3月26日 | 2015年8月5日退団         |
| 2015年1月28日 | 東北楽天ゴールデンイーグルス | ケニー・レイ               | 2015年3月26日 |                          |
| 2015年2月10日 | 横浜DeNAベイスターズ         | ヨスラン・エレラ           | 2015年3月26日 |                          |
| 2015年2月10日 | 横浜DeNAベイスターズ         | ルルデス・グリエルJr.      | 2015年3月26日 | 2015年4月2日より制限選手 |
| 2015年2月20日 | オリックス・バファローズ     | フランシスコ・カラバイヨ   | 2015年3月26日 |                          |
| 2015年3月9日  | 東北楽天ゴールデンイーグルス | ウィリー・モー・ペーニャ   | 2015年3月26日 |                          |
| 2015年3月16日 | 阪神タイガース               | マリオ・サンティアゴ       | 2015年4月30日 |                          |
| 2015年4月3日  | 広島東洋カープ               | ネイト・シアーホルツ       | 2015年6月1日  |                          |
| 2015年4月23日 | 読売ジャイアンツ             | ホアン・フランシスコ       | 2015年6月1日  |                          |
| 2015年5月25日 | 東京ヤクルトスワローズ       | ミッチ・デニング           | 2015年7月1日  |                          |
| 2015年6月19日 | 阪神タイガース               | ネルソン・ペレス           | 2015年7月30日 |                          |
| 2015年6月19日 | 北海道日本ハムファイターズ   | ミッチ・ライブリー         | 2015年7月30日 |                          |
| 2015年6月23日 | オリックス・バファローズ     | ヨヘルミン・チャベス       | 2015年7月30日 |                          |
| 2015年7月3日  | 横浜DeNAベイスターズ         | デュアン・ビロウ           | 2015年7月30日 |                          |
| 2015年7月13日 | 中日ドラゴンズ               | ラファエル・ペレス         | 2015年9月3日  |                          |
| 2015年7月13日 | 中日ドラゴンズ               | ドリュー・ネイラー         | 2015年9月3日  |                          |
| 2015年7月28日 | 読売ジャイアンツ             | アレックス・カステヤーノス | 2015年9月3日  |                          |
| 2015年7月30日 | 千葉ロッテマリーンズ         | ベク・チャスン             | 2015年9月3日  |                          |
| 2015年7月31日 | 東北楽天ゴールデンイーグルス | アガスティン・ムリーロ     | 2015年9月3日  |                          |

| NPB公示日     | 球団                         | 選手名               | 反映日        |
| ------------- | ---------------------------- | -------------------- | ------------- |
| 2015年2月23日 | 読売ジャイアンツ             | 堂上剛裕             | 2015年3月26日 |
| 2015年3月10日 | 千葉ロッテマリーンズ         | 肘井竜蔵             | 2015年4月30日 |
| 2015年3月20日 | 読売ジャイアンツ             | 野間口貴彦           | 2015年4月30日 |
| 2015年3月24日 | 福岡ソフトバンクホークス     | エディソン・バリオス | 2015年4月30日 |
| 2015年4月3日  | 福岡ソフトバンクホークス     | 細山田武史           | 2015年6月1日  |
| 2015年4月28日 | オリックス・バファローズ     | 近藤一樹             | 2015年6月1日  |
| 2015年6月1日  | 埼玉西武ライオンズ           | 林﨑遼               | 2015年7月1日  |
| 2015年6月8日  | 横浜DeNAベイスターズ         | 砂田毅樹             | 2015年7月30日 |
| 2015年7月1日  | 東北楽天ゴールデンイーグルス | 小斉祐輔             | 2015年7月30日 |
| 2015年7月23日 | 埼玉西武ライオンズ           | 水口大地             | 2015年9月3日  |
| 2015年7月29日 | オリックス・バファローズ     | 山田修義             | 2015年9月3日  |
| 2015年7月31日 | 福岡ソフトバンクホークス     | 釜元豪               | 2015年9月3日  |
| 2015年7月31日 | 東北楽天ゴールデンイーグルス | 梅津智弘             | 2015年9月3日  |

#### シーズン途中で引退・退団した選手
シーズン途中で引退もしくは退団した選手については、前作まではアップデート適用時にフリー枠に移動されていたが、今作ではまだ反映されていない。
| NPB公示日     | 球団                       | 選手名               | 反映日 | 備考     |
| ------------- | -------------------------- | -------------------- | ------ | -------- |
| 2015年4月2日  | 横浜DeNAベイスターズ       | ユリエスキ・グリエル |        | 契約解除 |
| 2015年7月7日  | オリックス・バファローズ   | 丸毛謙一             |        | 現役引退 |
| 2015年8月6日  | 北海道日本ハムファイターズ | ビクター・ガラテ     |        | 契約解除 |
| 2015年9月18日 | 埼玉西武ライオンズ         | ウェイド・ルブラン   |        | 契約解除 |

### 監督・コーチ
ゲーム内に登場する監督・コーチは以下の通りである。太字はVPショップで「選手」として登録可能、もしくは選手として登録されている監督・コーチを示す。
ただし、打撃コーチはこのゲームではベンチ入りしていないので、選手として登録されている高橋由伸(読売ジャイアンツ)以外は名前のみの登場。
| 球団         | 監督       | 投手コーチ | 打撃コーチ         | 守備走塁コーチ1(1塁コーチ) | 守備走塁コーチ2(3塁コーチ) |
| ------------ | ---------- | ---------- | ------------------ | -------------------------- | -------------------------- |
| ソフトバンク | 工藤公康   | 佐藤義則   | 藤井康雄           | 鳥越裕介                   | 飯田哲也                   |
| オリックス   | 森脇浩司   | 高山郁夫   | 佐藤真一           | 真喜志康永                 | 佐竹学                     |
| 日本ハム     | 栗山英樹   | 厚澤和幸   | 柏原純一           | 紺田敏正                   | 白井一幸                   |
| ロッテ       | 伊東勤     | 落合英二   | 立花義家           | 松山秀明                   | 清水雅治                   |
| 西武         | 田邊徳雄   | 横田久則   | 宮地克彦           | 奈良原浩                   | 河田雄祐                   |
| 楽天         | 大久保博元 | 髙村祐     | 田代富雄           | 永池恭男                   | 笘篠誠治                   |
| 巨人         | 原辰徳     | 斎藤雅樹   | 清水隆行、高橋由伸 | 大西崇之                   | 勝呂壽統                   |
| 阪神         | 和田豊     | 中西清起   | 関川浩一           | 山脇光治                   | 高代延博                   |
| 広島         | 緒方孝市   | 小林幹英   | 新井宏昌           | 石井琢朗                   | 玉木朋孝                   |
| 中日         | 谷繁元信   | 友利結     | 波留敏夫           | 長嶋清幸                   | 上田佳範                   |
| DeNA         | 中畑清     | 川村丈夫   | 坪井智哉           | 小池正晃                   | 馬場敏史                   |
| ヤクルト     | 真中満     | 高津臣吾   | 宮出隆自           | 三木肇                     | 福地寿樹                   |

### 日本人メジャーリーガー
今作ではゲームを進めることにより、以下の日本人メジャーリーガー8名も「選手」として入手できる。

早期購入特典として、以下の選手のうち1名をランダムで獲得できるシリアルコードがつく。それ以外での入手方法は「プロスピショップ」でのＶＰ交換でも入手できるが、監督、コーチ選手とは異なり、500000ＶＰと高めに設定される。
- 青木宣親（サンフランシスコ・ジャイアンツ）
- 岩隈久志（シアトル・マリナーズ）
- 上原浩治（ボストン・レッドソックス）
- 川﨑宗則（トロント・ブルージェイズ、マイナー契約）[13]
- 田中将大（ニューヨーク・ヤンキース）
- ダルビッシュ有（テキサス・レンジャーズ）
- 藤川球児（テキサス・レンジャーズ）[14]
- 和田毅（シカゴ・カブス）

## 声の出演
メインは実況・解説こそ前作と同じメンバーであるが、ウグイス嬢のみに変更がある。
- 実況：三橋泰介(フリーアナウンサー)
- 解説：小宮山悟、仁志敏久
- ウグイス嬢：梅田ひでみ(前作までは仁藤貴子)
- スタジアムDJ：中野耕史

## 実際のプロ野球との相違点
初期の状態では2015年2月までの選手データを収録しており、実際のプロ野球と以下の点が違うので注意が必要である。

### 選手・監督・コーチ
- 片山博視(東北楽天ゴールデンイーグルス)は今シーズンから内野手に転向したが、初期データでは投手のままである。(4月30日のアップデートにより反映[15])
- 実際のプロ野球では、監督を補佐するヘッドコーチ、投手コーチ、バッテリーコーチ、打撃コーチ(チームによっては打撃コーチ補佐)、守備走塁コーチがベンチ入りしているが、ゲームでは全球団で投手コーチと守備走塁コーチのみがベンチ入りして、ヘッドコーチ、バッテリーコーチ、打撃コーチがベンチにいない。ベンチ入りしているコーチは上記参照。
- 後藤武敏(横浜DeNAベイスターズ)は、今シーズンから登録名を「後藤武敏 G.」としているが、初期データでの選手名表記は「後藤武敏」のままである。(4月30日のアップデートで修正済)
- 「プロ野球速報プレイ」モードでは、ベンチ入りしている未収録選手はすべて「プロスピ」という名前の架空選手[16] に置き換わって配信されている。未収録選手が追加登録され次第、当該架空選手は本来あるべき選手に置き換わって再配信される。
- 谷繁元信選手兼任監督(中日ドラゴンズ)が選手として出場している間の指揮は、実際のプロ野球では、森繁和ヘッドコーチが行っているが、ゲームでは友利結投手コーチが指揮を執っている。但し、投手交代における場面ではマウンド付近に森は登場している。
- 2015年6月2日の試合より、森脇浩司監督(オリックス・バファローズ)が成績不振を理由に休養し、代わってヘッドコーチだった福良淳一が監督代行として指揮を執っている。
- 原辰徳監督（読売ジャイアンツ）は、4月下旬にインフルエンザのため数試合休養し、川相昌弘ヘッドコーチが代行を務めた。
- 2015年8月25日の試合より、読売ジャイアンツの三塁ベースコーチが勝呂壽統から川相昌弘に交代となった。

### ルール
ルール内容は前作と変化なし。
- 野手登録の者を投手にすることができない。
- 得点が99点までしかカウントされない。

### 球場・音声
- 福岡ヤフオク!ドームは、昨年オフにフェンスの色変更および「ホームランテラス」(従来のフェンスの手前に新たにフェンスを設置し、その部分に観客席を増設したもの)を設ける改修工事が行われたが、初期データでは反映されていない。
- リカルド・ナニータ(中日ドラゴンズ)を実況が「ナニータ」と呼んでいるのに対し、ウグイス嬢は「リカルド」とコールしている。(アップデートで修正済)
- 甲子園球場のスコアボードに表示される選手名などの字体が異なる。（実際の甲子園球場のスコアボードの選手名の字体は明朝体。）
- 阪神タイガースが、京セラドーム大阪での主催試合では勝利に貢献した選手の勝利インタビューがベンチ前で行われている。実際の試合では甲子園球場と同様にお立ち台に立ってインタビューが行われている。
- 2015年度のナゴヤドームで一部の場内アナウンスが1年振りにウグイス嬢に戻ったが、ゲームでは中日ドラゴンズの選手紹介、守備攻撃時の場内アナウンスを、2014年度のみで実施された、スタジアムDJが行っている。
- 2015年度からほっともっとフィールド神戸のスコアボードがリニューアルされたが、ゲームでは2014年までの仕様である。

### ユニフォーム
- 各チームの特殊ユニフォームは、昨シーズンに着用したユニフォームしか収録されていない。この理由から、プロ野球速報プレイにおいて、実際の試合でサードユニフォームや特殊ユニフォーム、前身球団[17] 復刻ユニフォームなどの期間限定ユニフォームが着用された試合が反映されていない。
- 読売ジャイアンツのユニフォームにこそアンダーアーマーのマークがあるが、そのほかのチームには契約しているスポンサー（例えば阪神タイガースのユニフォームの袖には関西を中心に展開する家電量販店のJoshin、東北楽天ゴールデンイーグルスのユニフォームの胸には地元仙台市に本社を置くアイリスオーヤマ、オリックス・バファローズのヘルメットには『ライオンズマンション』を展開する分譲マンション最大手の大京等）は表示されていない。
- 一部の選手や監督で、実際とユニフォームの背ネームが異なっている。
  - ウィリー・モー・ペーニャ(東北楽天ゴールデンイーグルス)とバーバロ・カニザレス(福岡ソフトバンクホークス)の背ネームは、実際にはNの上に「〜」をつけた「PEÑA」「CAÑIZARES」表記であるが、今作ではそれぞれNの上に「〜」がない「PENA」「CANIZARES」表記となっている。
  - 大田阿斗里(横浜DeNAベイスターズ)の背ネームは、実際にはOの上に「―」をつけた「ŌTA」表記であるが、今作ではOの上に「―」がない「OTA」表記となっている。
  - 金子圭輔(福岡ソフトバンクホークス)の背ネームは、実際には「KANEKO」だが、ゲームでは「K.KANEKO」となっている。(アップデートで修正済)
  - 中村晃(福岡ソフトバンクホークス)の背ネームは、実際には「NAKAMURA」だが、ゲームでは「A.NAKAMURA」となっている。(アップデートで修正済)
  - リック・バンデンハーク(福岡ソフトバンクホークス)の背ネームは、実際にはスペースのない「VANDENHURK」表記であるが、ゲームではスペースのある「VAN DEN HURK」表記になっている。(アップデートで修正済)
  - 大久保博元監督(東北楽天ゴールデンイーグルス)の背ネームは今シーズンより「OHKUBO」であるが、ゲームでは昨シーズンまでの「D.OHKUBO」となっている。